# Góbé (zenekar)
A Góbé egy budapesti székhelyű magyar világzenei együttes, amely 2007 óta működik; repertoárjukon a hagyományos magyar népzene mellett a legkülönfélébb zenei alapokra írott népdalfeldolgozások, illetve saját szerzeményeik is szerepelnek.

## Az együttes története
A formáció 2007-ben alakult a Bartók Béla Zeneművészeti Szakközépiskola négy diákjából. A zenekar neve a székely góbé kifejezésből jött, ami „csavaros eszűt” jelent. Ezen a néven először a 2007-es szentendrei III. Bornépek dalai versenyen léptek fel. Kezdetben kizárólag autentikus népzenét játszottak, ami idővel más stílusokkal is kiegészült. 2011-ben megnyerték a Talentométer tehetségkutatót a népzene/világzene kategóriában, aminek egyenes következményeként alig több, mint egy évvel később kiadhatták első nagylemezüket, az egyszerűen a zenekar nevét viselő Góbét.
Az Egervári Mátyás, Vizeli Máté, Kiss B. Ádám és Szimán Kristóf alkotta kezdeti formáció idővel átalakult, kibővült. Szimánt előbb Takács Dániel váltotta nagybőgőn, majd három év után az ő helyére jött Timár Márton. Közben csatlakozott Csasznyi Imre és 2014-ben Czupi Áron is, akikkel kialakult a zenekar első stabil felállása. Az első világzenei lemezt követte még kettő, 2015-ben az Ez van! és 2018-ban a Zeng. Utóbbival párhuzamban Forrás címmel kiadtak egy autentikus népzenei lemezt is, amin a számaikban felhasznált dallamokat adják elő azok hagyományos formájában. Ezen időszak alatt Rigó Márton is csatlakozott hozzájuk a távozó Kiss B. Ádám helyére.
A Covid-járvány 2020-ban a zenekart komolyan érintette. A kényszerű szünet alatt a távozás mellett döntött az énekes Csasznyi Imre és a nagybőgős Timár Márton is. Helyükre Várai Áron, illetve Hegyi Zoltán érkeztek. Szintén ezen időszak alatt döntöttek arról, hogy formálisan is kettéválasztják a világzenei és hagyományos népzenei oldalaikat és utóbbira megalakították a Folkside zenekart, amihez csatlakozott Vizeli Bálint és Timár András is. A hagyományos vonal erősítésére 2021-ben Bartók Béla 140. születésnapjának apropóján kiadták Bartók 44 duó két hegedűre népzenei forrásanyagokkal című lemezüket. Ezt 2022-ben követte a modern, világzenei irányzatú Élem, amin Szokolay Dongó Balázs és Busa Pista is közreműködött.
A zenekar rendszeresen vállal közreműködést óvodai és iskolai foglalkozásokon, zenei bemutatókon és egyéb eseményeken, ahol a magyar népzenét közelebb hozhatják az emberekhez.

## Diszkográfia
- Góbé (2012), Playground Records
- Ez van! (2015), Fonó Kiadó
- Zeng (2018), Fonó Kiadó
- Forrás (2019), Fonó Kiadó
- Bartók 44 duó két hegedűre népzenei forrásanyagokkal (2021), Fonó Kiadó
- Élem (2022), Fonó Kiadó